# Dworek (powiat nowodworski)
Dworek (dawniej Dworkowo, niem. Barenhof) ) – wieś w Polsce położona w województwie pomorskim, w powiecie nowodworskim, w gminie Stegna na obszarze Żuław Wiślanych przy drodze krajowej nr 7 (E77). Wieś jest częścią składową sołectwa Niedźwiedzica.
W latach 1975–1998 miejscowość należała administracyjnie do województwa elbląskiego.